# 波動爆雷
波動爆雷（はどうばくらい）は、アニメ「宇宙戦艦ヤマトシリーズ」に登場する架空の兵器で、ヤマトの搭載兵器の一つ。

## 概要
ヤマトの後部、第3主砲塔と艦尾のメインノズルの間の甲板にVLSのような発射機が埋め込まれるように装備されており、使用時には甲板が左右に開いて発射機が姿を現し、弾薬庫からベルトコンベア（設定画にはレールと記載）で運ばれてきた爆雷が、断続的に発射機にセットされ発射される独特の構造となっている。
「波動」爆雷と呼ばれるように、波動カートリッジ弾同様弾体に波動エネルギーが充填されている。そのためか異次元空間や亜空間への攻撃が可能（亜空間断層周辺で炸裂すると、その爆発が亜空間内にまで到達する。他の兵装ではこうはならない）であり、次元潜航艇などに対して唯一対抗できる武器である。

### 劇中での活躍
映画『ヤマトよ永遠に』にて初登場。ゴルバ型浮遊要塞群との戦闘で、波動カートリッジ弾装填の時間稼ぎのために要塞の1隻の影に隠れたヤマトに向けて発射された空間重魚雷に対する迎撃ミサイル的な使用がなされる。
続いて『宇宙戦艦ヤマトIII』では次元潜航艇艦隊との戦闘において、亜空間ソナーで亜空間に潜む敵潜航艇を探知し、それに向けて発射するという、「爆雷」と呼ぶにふさわしい使用がなされる。また、ボラー連邦デストロイヤー艦艦隊やボラー連邦本国艦隊を一斉発射で迎撃するという、迎撃ミサイル的な使用も行われる。

### 他作品での登場
松本零士の漫画『超時空戦艦まほろば』には、「重波動爆雷」という類似した名称の兵器が登場する。使用禁止条約が結ばれている兵器であったが、PKF艦隊に参加していた機動帝国「怒国」所属のタイコンデロガ級ミサイル巡洋艦に搭載されており、潜水していたまほろばを攻撃するが、損害を与えることはできずに終わる。
なお、投下したタイコンデロガ級は特殊な投下装置を装備しており、まほろばでも攻撃を受けた当初は投下した艦を特定することは不可能。